# 地蔵町駅
地蔵町駅（じぞうまちえき）は、愛媛県伊予郡松前町大字北黒田にある伊予鉄道郡中線の駅である。駅番号はIY32。

## 歴史
- 1901年（明治34年）2月21日：開業。
- 1991年（平成3年）8月1日：交換設備設置。

## 駅構造
対向式ホーム2面2線を持つ有人駅である。
また、交換可能駅で日中の時間帯に電車が行き違う。なお、伊予鉄道の大半の交換可能駅がポイントにバネ式ポイントを採用しているのとは違い、この駅のポイントは電動式となっている。終点の郡中港駅方面からみて最初の、松山市駅側からみると郡中線において最後の交換駅である。そのため、地蔵町駅-郡中港駅間に2編成以上の列車の進入は不可能であり、上下線の列車は当駅もしくは隣の松前駅にて待避する。

### のりば
| 番線 | 路線    | 行先                   |
| ---- | ------- | ---------------------- |
| 1    | ■郡中線 | 松前・余戸・松山市方面 |
| 2    | ■郡中線 | 郡中港方面             |

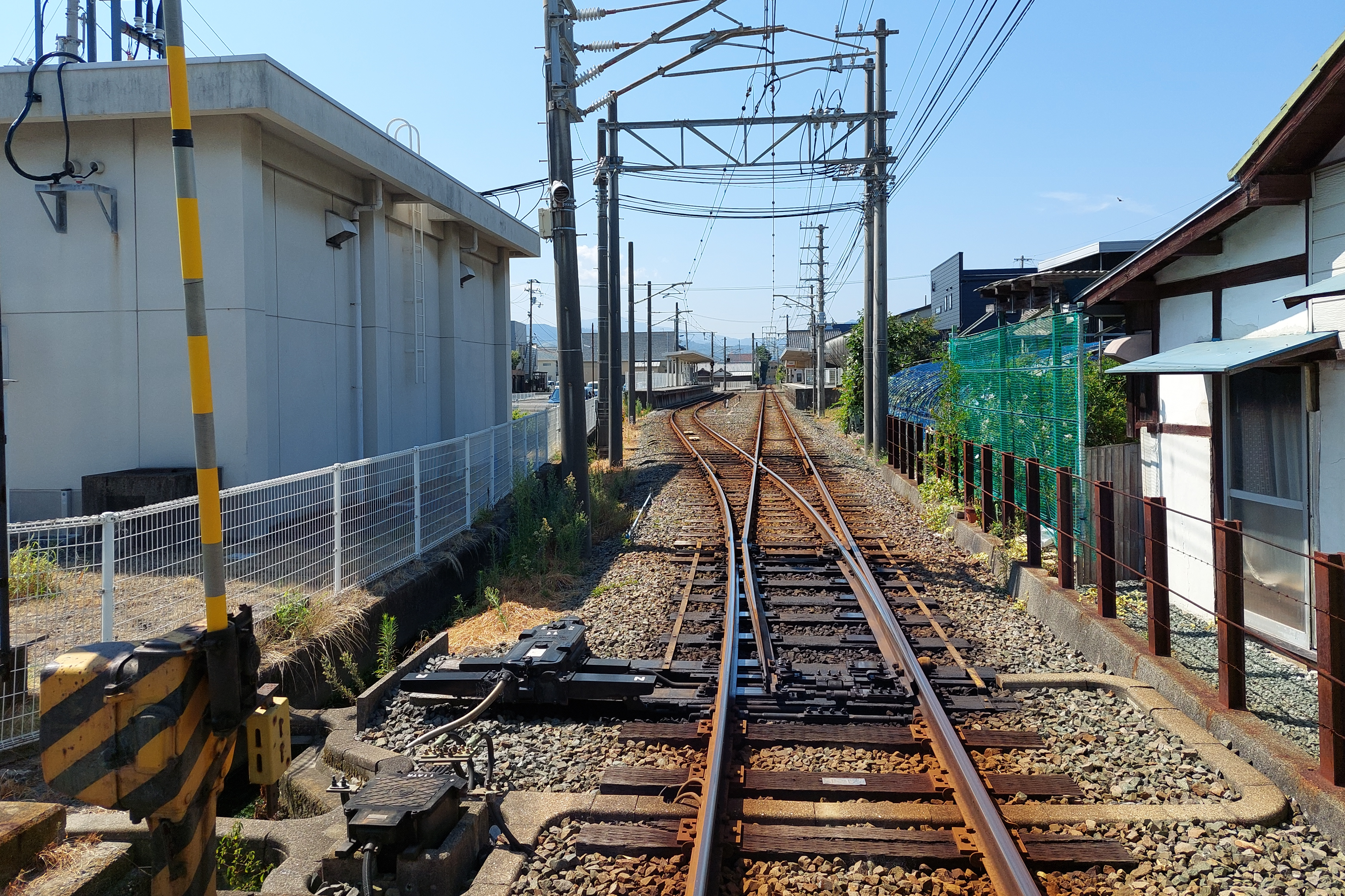
北側（2024年8月、踏切から撮影）
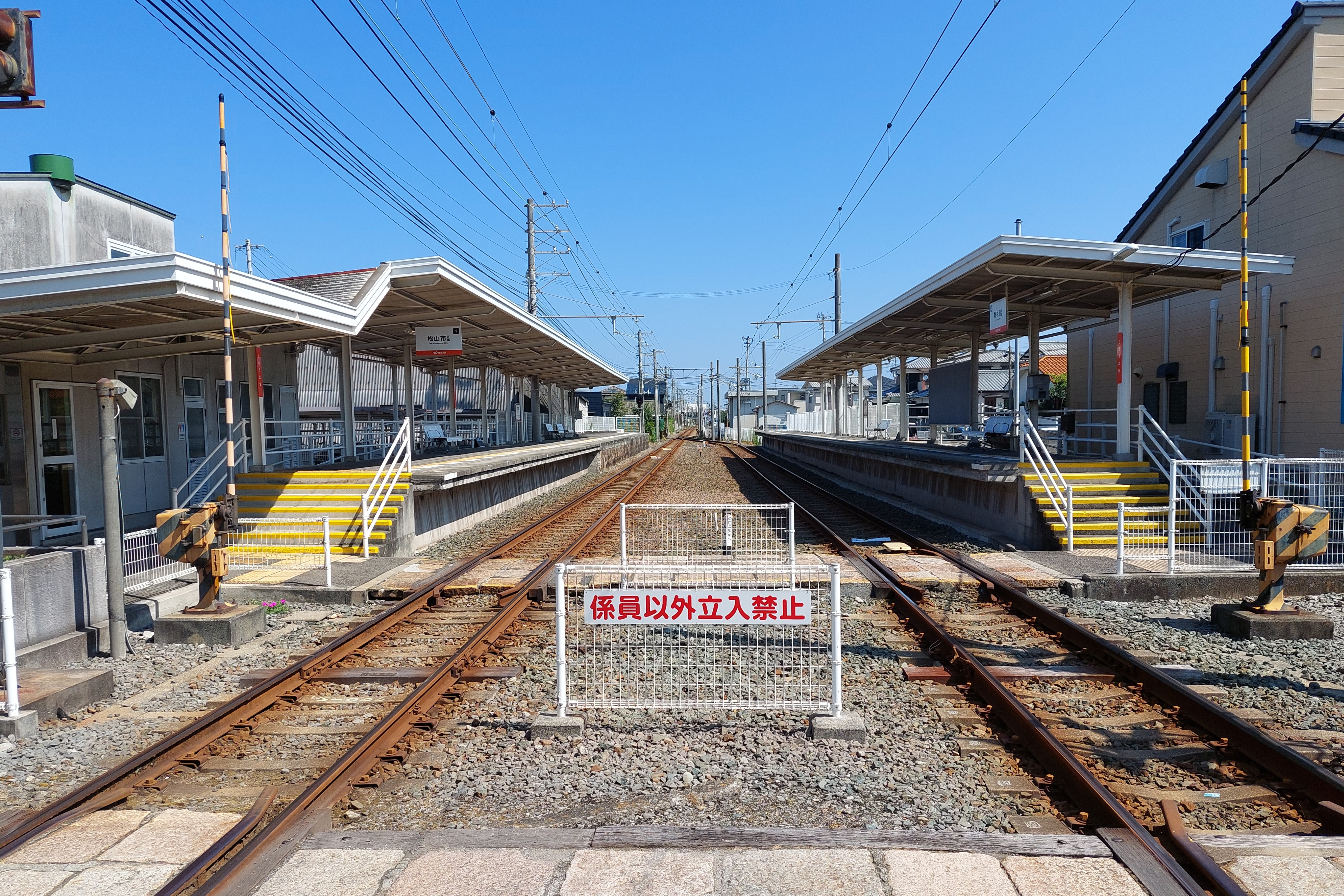
南側（2024年8月、踏切から撮影）

## 駅周辺

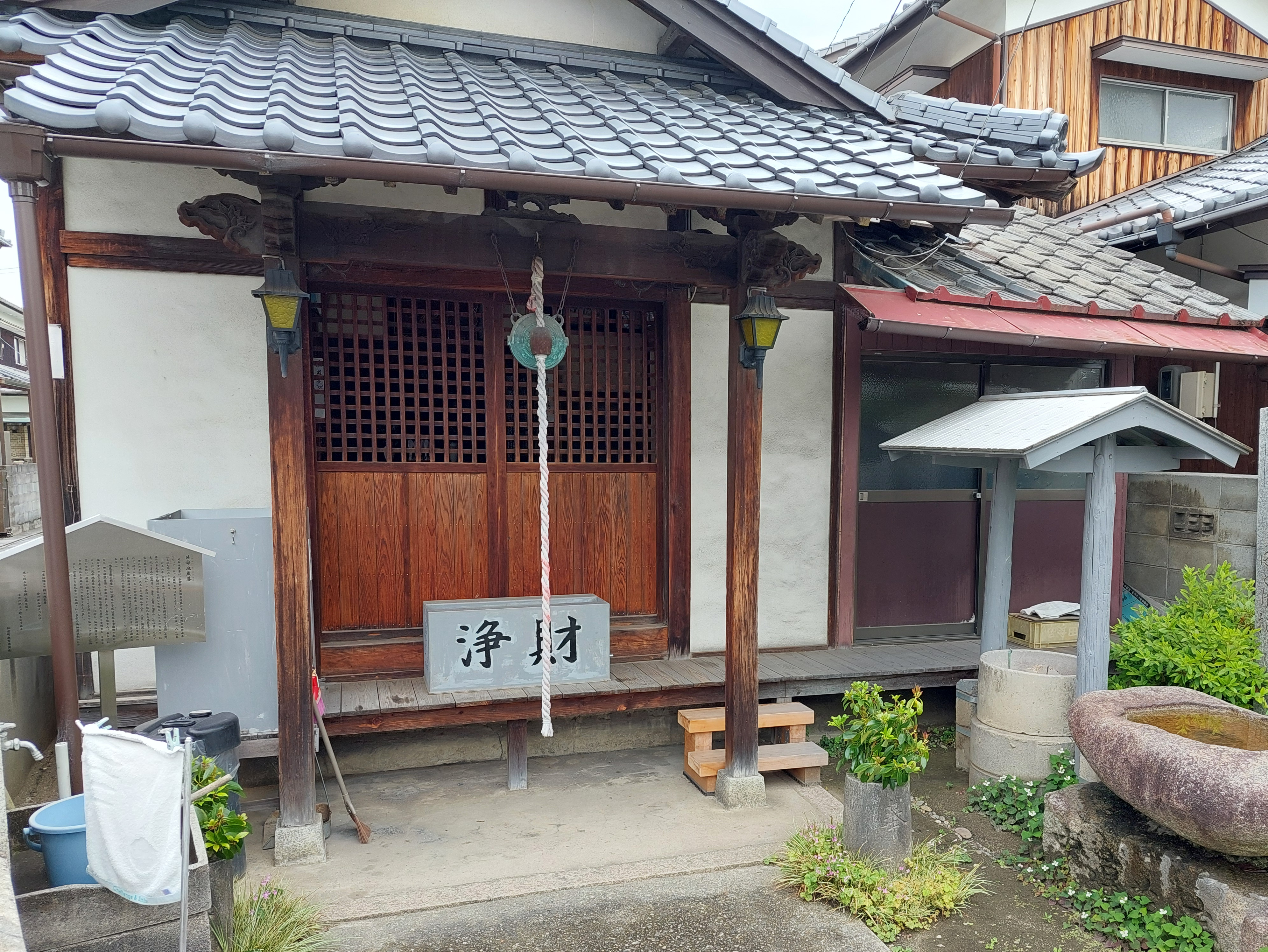
延命地蔵尊

当駅から西に50mほどの所に駅名の由来にもなった延命地蔵尊がある。文政7年(1824年)に当駅周辺(宗意原地区)は地蔵町と命名され、現在でも当駅の駅名として名を残している。
線路にほぼ並行して愛媛県道22号伊予松山港線（旧・国道56号）が通っており、道路に沿って民家が連なっている。なお、駅の西500メートルは海岸（伊予灘）であるため付近は砂地が多く、玉ねぎの栽培が広く行われていた。今日では、駅周辺一帯はほとんどが住宅地となっている。
- 延命地蔵尊
- 松前町立松前小学校
- 松前北黒田郵便局

## 隣の駅
伊予鉄道
■郡中線
松前駅 (IY31) - 地蔵町駅 (IY32) - 新川駅 (IY33)